# Tetsu Inada
Tetsu Inada (稲田 徹 Inada Tetsu, 1 de julio de 1972, Hachiōji, Tokio) es un seiyū japonés. Ha participado en series como Buzzer Beater, Kobato., Samurai 7 y Tsubasa: RESERVoir CHRoNiCLE, entre otras. Está afiliado a Aoni Production.

## Roles Interpretados

### Series de Anime
1996
- Dragon Ball GT como el Androide número 19, Bisu y Luud

1998
- Yu-Gi-Oh! como el Padre de Jounouchi

1999
- One Piece como el Padre de Abi, el pirata Black Cat, Bomba, Brogy, el Dr. Potsun, el Sargento G-8, Gorilla, Isshi 20, Jesus Burgess, Lapahn, Daz Bones, Patty, Purin Purin, Reik, Richie, Stool y Tylston
- Turn A Gundam como Harry Ord

2001
- Denkō Chō Tokkyū Hikarian - Lightning Attack Express como el Doctor Yellow, E4 Power, el Padre de Minayo, Nazca y Sphinx
- Rave Master como Genma y Marcu Belunju
- Star Ocean EX como Bisque
- Tales of Eternia: The Animation como Ifrit
- Z.O.E. Dolores,i como Yan

2002
- Bakuto Sengen Daigunder como Bra ion
- Bomberman Jetters como Oyabon
- Full Metal Panic! como Ryunosuke Akagi
- InuYasha como Manten
- Kanon como Ishibashi-sensei
- Kiddy Grade como A-ou
- Overman King Gainer como Shinjin
- Tsuri Baka Nisshi como Joe
- Ultimate Muscle como Anaconda, Dead Signal, Ikemen, Ikemen Muscle, MAXman y Samuu
- Weiß Kreuz Glühen como Shimojima

2003
- Air Master como Carey, Gouda y Sayama
- Full Metal Panic? Fumoffu como Waffle
- InuYasha como Mukotsu
- Sakigake!! Cromartie Koukou como Akira Maeda

2004
- Agatha Christie no Meitantei Poirot to Marple como el Hermano de Elsa
- Gankutsuō como Maximillian Morrel
- Kenran Butoh Sai: The Mars Daybreak como Rich
- Samurai 7 como Katayama Gorobei
- Samurai Champloo como Chinpara
- Sargento Keroro como Robo-pyon
- Yu-Gi-Oh! GX como Mike
- Yumeria como Ishikari-sensei
- Zipang como Yosuke Kadomatsu

2005
- Akahori Gedō Hour Rabuge como Arimasu Kanenara
- Bleach como Sajin Komamura
- Blood+ como McCoy
- Buzzer Beater como Ivan
- Gunparade Orchestra como Ryouma Taniguchi
- Guyver como Aptom
- Kamichu! como Dave
- Lamune como Nobunaga
- Shinshaku Sengoku Eiyū Densetsu - Sanada Jū Yūshi The Animation como Danemon Naoyuki Ban
- Trinity Blood como Petros Orcini
- Tsubasa: RESERVoir CHRoNiCLE como Kurogane
- Xenosaga: The Animation como Helmer

2006
- ～Ayakashi～japanese classic horror como Odajima (Bakeneko)
- Bakkyuu HIT! Crash Bedaman como Ichibee Sanada
- Busō Renkin como Saruwatari
- Jigoku Shōjo Futakomori como Michirou Itou
- Kanon como Ishibashi-sensei
- Le Chevalier D'Eon como Louis XV
- Mega Man Star Force como Juurou Ogami
- Naikaku Kenryoku Hanzai Kyosei Torishimarikan Zaizen Jotaro como Naoto Todo
- Oroshitate Musical Nerima Daikon Brothers como Donabenabe
- REC como Aomori
- School Rumble como Gorou
- Super Robot Taisen OG ~Divine Wars~ como Elzam V. Branstein
- Tokyo Tribe 2 como Tsuchi
- Witchblade como Sakuma
- Yume Tsukai como Masafumi Nakaoka

2007
- Bakugan Battle Brawlers como Fafnir
- Bamboo Blade como Kenzaburō Ishibashi
- Buzzer Beater como Ivan
- D.Gray-man como Richard
- El Cazador de la Bruja como Carlos
- GeGeGe no Kitarō como Hashimoto, Katawa-Guruma, Sakabashira y Yamashita-Sensei
- Los miserables como Gueulemer
- Majin Tantei Nōgami Neuro como Rijin Maguri

2008
- Ga-rei Zero como Kouji Iwahata
- Hokuto no Ken Raoh Gaiden: Ten no Haoh como Kiō Goram
- Inazuma Eleven como Biruda Kouichi, Hirai Shinzou, Indigo Lazuli, el Padre de Kidou, Matt Angel, el Entrenador de Oumihara, Oushou Kakuma y Sumisu Eiji
- Kurogane no Linebarrels como Takuro Sawatari
- La espada del inmortal como Ken'ei Sumino
- Macross Frontier como el Capitán Asuka e Ichirou Tokugawa
- Mobile Suit Gundam 00 como Barack Zinin
- Monochrome Factor como Taneda
- Shikabane Hime: Aka como el Padre de Hikaru
- To Love-Ru como el Padre de Pikary
- Tytania como Doorman
- Vampire Knight Guilty como el Tío de Senri

2009
- Anyamaru Tantei Kiruminzū como Teizou Inomata
- Battle Spirits: Shōnen Gekiha Dan como Gouda
- Bleach como Love Aikawa
- Chrome Shelled Regios como Gahald Vallen
- Dragon Ball Z Kai como Nappa y el Kaiō Shin del Sur
- Examurai Sengoku como Hiro
- Fullmetal Alchemist: Brotherhood como Roa
- Kiddy Girl-and como A-ou y Petty
- Kobato. como Ioryogi y Kurogane
- Slap Up Party: Arad Senki como Fujin
- Sora o Miageru Shōjo no Hitomi ni Utsuru Sekai como Gass
- Sōten Kōro como Kakou En (Xìa Hòu Yuan)

2010
- Digimon Xros Wars como Kongoumon
- Fairy Tail como Brain (Zero)
- Super Robot Taisen OG: The Inspector como Ratsel Feinschmecker

2011
- Battle Spirits: Heroes como Lord Ragosia
- Cardfight!! Vanguard como Tetsu Shinjō
- Kami nomi zo Shiru Sekai como Wrestler Tagawa
- Last Exile: Fam, el Silver Wing como Atamora
- Maji de Watashi ni Koishinasai! como Ryuuhei Itagaki
- Mirai Nikki como Ryuuji Kurosaki
- Nichijō como Manabu Takasaki
- Ore-tachi ni Tsubasa wa Nai como Karura Itami
- Rio: Rainbow Gate! como Bull Hard
- Sket Dance como Tetsu

2012
- Cardfight!! Vanguard: Asia Circuit Hen como Tetsu Shinjō
- Fairy Tail como Jiggle Butt Lackey B y Lapointe
- Hagure Yūsha no Estetica como Kaito Kubota
- Inazuma Eleven GO: Chrono Stone como Kakuma Oushou
- JoJo's Bizarre Adventure como Tarkus
- Muv-Luv Total Eclipse como Christopher
- Oda Nobuna no Yabō como Inaba Ittetsu
- Saint Seiya Ω como Ban
- Shirokuma Cafe como Gorila
- Sword Art Online como Corbatz
- Tanken Driland como Jango
- Zumomo to Nupepe como Mezamachine

2013
- Bakumatsu Gijinden Roman como Akafun no Senbee
- Battle Spirits Saikyō Ginga Ultimate Zero como Basilla
- Blood Lad como Franken Stein
- Cardfight!! Vanguard: Link Joker Hen como Tetsu Shinjō
- Gundam Build Fighters como Tatsuzo
- Hajime no Ippo Rising como Rally Bernard
- Inazuma Eleven GO Galaxy como Kakuma Oushou
- Inu to Hasami wa Tsukaiyō como Wanriki Munakata
- Kill la Kill como Ira Gamagōri
- Tanken Driland - 1000-nen no Mahō - como Doug y el Dios Reinhardt
- Yu-Gi-Oh! 5D's como Hideo Izayoi
- Yūsha ni Narenakatta Ore wa Shibushibu Shūshoku o Ketsui Shimashita. como Eric Fritz

2014
- Abarenbō Rikishi!! Matsutarō como Inokawa-zeki
- Amagi Brilliant Park como Wrench-kun
- Cardfight!! Vanguard: Legion Mate-Hen como Tetsu Shinjō
- D-Frag! como Odawara
- Disk Wars: The Avengers como Crimson Dynamo
- Dragon Collection como Meatmania
- Gundam Reconguista in G como Gavan Magdala
- Hero Bank como Tetsunosuke Kinnari
- KutsuDaru. como el Narrador
- Ore, Twintail ni Narimasu. como Draggildy
- Robot Girls Z como Ryouma
- Sengoku Basara: End of Judgement como Tachibana Muneshige
- Super Sonico The Animation como Ika-kaijin
- Tokyo ESP como Rindō Urushiba

2015
- Gangsta. como Galahad Woehor
- Pikaia! como Frazer

2016
- Arslan Senki: Fūjin Ranbu como Ilterish[2]
- Endride como Ibelda[3]
- Sakamoto desu ga? como Maruyama
- Shūmatsu no Izetta como Groman (ep 7)[4]

2017
- Dia Horizon como el último Jefe y el narrador[5]
- Fate/Apocrypha como Caster of Red
- Katsugeki: Touken Ranbu como Hijikata Toshizō (ep 11-13)
- Boku no Hero Academia 2º temporada como Endeavor[6]

2018
- Dorei-ku The Animation como Zenichi Bunkyou[7]
- It's My Life como Astra Ludger Doomsday[8]

2019
- Isekai Quartet como Ruffian.
- Kengan Ashura como Jun Sekibayashi.
- Kimetsu no Yaiba como el Demonio Araña (Padre).

2022
- Tomodachi Game  como Jūzō Kadokura.

2023
- Jigokuraku como Gantetsusai Tamiya
- Tokyo Revengers: Tenjiku-hen como Kanji Mochizuki.
- Rurouni Kenshin como Shikijō.

### OVAs
1993
- Dragon Ball Z Gaiden: Saiyajin Zetsumetsu Keikaku como Slug

1998
- Legend of the Galactic Heroes: Gaiden como Thornburg

2003
- Generation of Chaos III ~Toki no Fuuin~ como Oni Kisu
- The Animatrix como Mohican

2004
- Hijikata Toshizo: Shiro no Kiseki como Isami Kondo

2007
- Tsubasa Tokyo Revelations como Kurogane

2008
- Quiz Magic Academy como Thanders
- Saint Seiya: Meiō Hades Elysion-hen como Basilic Sylphid

2009
- Tsubasa: Shunraiki como Kurogane

2010
- One Piece Film: Strong World Episode 0 como Brogy

2011
- Coicent como Nii-san

2013
- Sanjōgattai Transformers Go! como Budōra

2014
- Chain Chronicle como Dodogaru y Greg

### Películas
2001
- One Piece: Clockwork Island Adventure como Danny

2002
- Blue Gender: The Warrior como el Padre de Yun
- Kiddy Grade como A-ou
- Turn A Gundam: Earth Light como Harry Ord
- Turn A Gundam: Moonlight Butterfly como Harry Ord

2003
- Dead End Adventure como Bobby

2004
- Steamboy como Jason

2005
- Tsubasa: RESERVoir CHRoNiCLE como Kurogane

2006
- Shin Kyūseishu Densetsu Hokuto no Ken: Kenshirō-den como Gadeth

2007
- Bleach: The DiamondDust Rebellion como Sajin Komamura
- Highlander: The Search for Vengeance como Freddy
- The Desert Princess and the Pirates como Daz Bones

2008
- Bleach: Fade to Black - Kimi no na o yobu como Sajin Komamura

2010
- Inazuma Eleven: Saikyō Gundan Ogre Shūrai como Kakuma Oushou
- Mobile Suit Gundam Special Edition como Wakkein

2012
- Inazuma Eleven Go vs. Danbōru Senki W como Kakuma Oushou

2015
- Dragon Ball Z: Fukkatsu no F como Shisami

2017
- Kuroko no Basket: Last Game como Jason Silver[9]

### Especiales de TV
2003
- One Piece: Protect! The Last Great Stage como Jotto

2006
- One Piece Jidaigeki Special: Luffy Oyabun Torimonocho como Patty y Richie

### Videojuegos
- Atelier Ayesha ~Tasogare no Daichi no Renkinjutsushi~ como Fred Rodfork
- Atelier Iris: Eternal Mana como Mull
- Blade Arcus from Shining como Fenrir e Isaac Saint-Germain
- Bleach: Shattered Blade como Sajin Komamura
- Bleach: Soul Resurrección como Sajin Komamura
- Castlevania: Harmony of Despair como Julius Belmont
- Code of Princess como Master T
- Dead or Alive: Dimensions como Raidou
- Dead or Alive 5 como Raidou
- Der Langrisser como Ost
- Dragon Ball: Raging Blast como Nappa
- Dragon Ball: Raging Blast 2 como Nappa
- Dragon Ball Z: Battle of Z como Nappa
- Dragon Ball Z: Tenkaichi Tag Team como Nappa
- Dragon Ball Z: Ultimate Tenkaichi como Nappa
- Dragon Ball Xenoverse como Nappa
- Dynasty Warriors como Lu Bu
- Dynasty Warriors 2 como Lu Bu
- Dynasty Warriors 3 como Lu Bu y Huang Gai
- Dynasty Warriors 4 como Lu Bu y Huang Gai
- Dynasty Warriors 5 como Lu Bu y Huang Gai
- Dynasty Warriors 6 como Lu Bu y Huang Gai
- Dynasty Warriors 7 como Lu Bu y Huang Gai
- Dynasty Warriors 8 como Lu Bu y Huang Gai
- Edelweiss como Hiromu Yagami
- Fairy Tail: Clash at Kardia Cathedral! como Zero
- Fate/stay night [Realta Nua] como Hassan
- Fate/tiger colosseum como Hassan
- Fist of the North Star: Ken's Rage 2 como Akashachi y Devil Rebirth
- Guilty Gear Xrd -SIGN- como Leo Whitefang
- Harukanaru Toki no Naka de 5 como Isami Kondo y Sadakichi Chiba
- JoJo's Bizarre Adventure: Vento Aureo como Leone Abacchio
- Kid Icarus: Uprising como Pyrrhon
- Kinnikuman Generations como Akuma Shogun
- Kinnikuman Muscle Generations como Akuma Shogun
- Kinnikuman Muscle Grand Prix como Akuma Shogun
- Kinnikuman Muscle Grand Prix 2 como Akuma Shogun
- Kinnikuman Muscle Grand Prix MAX como Akuma Shogun
- Langrisser IV como Ardan y Gendrasil
- League of Legends como Udyr
- Majikoi! R como Ryuuhei Itagaki
- Marvel vs. Capcom 3: Fate of Two Worlds como Arthur
- Mega Man Zero como Phantom
- Mega Man Zero 3 como Phantom
- Mega Man ZX como Model P
- Metal Gear Solid: Portable Ops como el Coronel Scowronski
- Mighty No. 9 como Seismic
- Mobile Suit Gundam: Encounters in Space como Wakkein
- Namco X Capcom como Bravoman
- One Piece: Pirates Carnival como Brogy
- OZ como Vitis
- Project X Zone como Arthur
- Rune Factory 2: A Fantasy Harvest Moon como Gordon y Byron
- Sdorica como Pang y Pang SP
- Sengoku Basara 4 como Tachibana Muneshige
- Sengoku Basara: Samurai Heroes como Tachibana Muneshige
- Shining Ark como Zynga
- Shining Blade como Fenrir
- Shining Hearts como Isaac Saint-Germain
- Shining Wind como Rouen
- Sigma Harmonics como Dickson
- Star Fox: Assault como Panther Caroso
- Suikoden: Tierkreis como Dialph
- Summon Night 2 como Jakinie y Kraus
- Summon Night 3 como Jakinie
- Super Robot Taisen OG Saga: Endless Frontier como Shuten y Ezel Granada
- Super Smash Bros. Brawl como Panther Caroso
- Tales of Eternia como Efreet
- Tales of Legendia como Ed Curtis
- Tales of Phantasia como Brambald Meleney
- Tales of Symphonia como Efreet
- The Legend of Heroes: Trails in the Sky como Zane Vathek
- The Legend of Heroes: Trails in the Sky Second Chapter como Zane Vathek
- The Legend of Heroes: Trails in the Sky the 3rd como Zane Vathek
- The Legend of Heroes: Trails of Blue Evolution como Sigmund Orlando
- Ultimate Marvel vs. Capcom 3 como Arthur
- Warriors Orochi como Huang Gai y Lu Bu
- Yggdra Union: We'll Never Fight Alone como Dort y Baldus
- Yo-Jin-Bo como Mon-Mon

### CD Drama
- Remastered Tracks Rockman Zero como Phantom
- Remastered Tracks Rockman Zero Telos como Phantom

### Tokusatsu
- Gokaiger, Goseiger Super Sentai 199 Hero Great Battle como Doggie Kruger
- Kaizoku Sentai Gokaiger como Doggie Kruger
- Kamen Rider Decade como Shubarian
- Mahou Sentai Magiranger vs. Dekaranger como Doggie Kruger
- Tokusō Sentai Dekaranger como Doggie Kruger
- Tokusou Sentai Dekaranger The Movie: Full Blast Action como Doggie Kruger
- Tokusou Sentai Dekaranger vs. Abaranger como Doggie Kruger

### Doblaje
- Superman: la serie animada como Brainiac
- Transformers: Prime como Vogel